# 漫漫漫画
漫漫漫画是梦之城旗下的一个漫画平台，创始人叫王玲，也同时是梦之城的创始人。其开始决定做一个漫画平台原因是因为看到了韩寒做的One可在线或者下载后离线观看漫画。支付给作者的稿费分两个部分，一是固定每条作品的稿费，二读者向作者的打赏。

## 作品
《one day》、《SQ·从你的名字开始》 、《霸道王爷俏神医》 、《喂，看见耳朵啦》 、《我和她的男友》 、《宅腐2代》 、《明安小师父》、《南烟斋笔录》《焦糖玛奇朵》《非人哉》《头条都是他》《捡到一个小僵尸》
《宅腐2代》《霸道王爷俏神医》《哥哥是大笨蛋》《南烟斋笔录》《19天》《奈何志》《一品芝麻狐 》《我家大师兄脑子有坑》《龙与地下室》《SQ·从你的名字开始》《罗小黑战记》《喂，看见耳朵啦》《限定 24 小时》。